# ويليام ألكسندر (رسام)
ويليام ألكسندر (بالإنجليزية: William Alexander)‏ (و. 1767 – 1816 م) هو رسام، وصاغ ‏ إنجليزي، توفي عن عمر يناهز 49 عاماً.

## التعليم
تعلم في Maidstone Grammar School ‏.